# Champion of Champions 2014
Das Dafabet Champion of Champions 2014 war ein Snooker-Einladungsturnier, welches vom 3. bis zum 9. November 2014 in der Ricoh Arena in der englischen Stadt Coventry ausgetragen wurde. Nachdem es im Vorjahr erneut in den Turnierkalender aufgenommen worden war, fand es nun zum zweiten Mal in Folge statt.
Für Allister Carter war es nach seiner erfolgreichen Chemotherapie das erste Turnier auf der Main Tour seit Mai dieses Jahres.
Titelverteidiger bleibt der mehrfache Weltmeister Ronnie O’Sullivan, der bereits zum zweiten Mal in Folge das Turnier gewann. Im Finale setzte er sich in einer hochklassigen Partie gegen Judd Trump mit 10:7 durch.

## Preisgeld
Sämtliche Gewinnsummen blieben im Vergleich zum Vorjahr unverändert.
|                 | Preisgeld |
| --------------- | --------- |
| Sieger          | 100.000 £ |
| Finalist        | 50.000 £  |
| Halbfinalist    | 20.000 £  |
| Viertelfinalist | 10.000 £  |
| Achtelfinalist  | 5.000 £   |
| Insgesamt       | 270.000 £ |

## Teilnehmer
Die folgenden 16 Spieler qualifizierten sich für das Turnier:
| Setzplatz | Spieler           | qualifiziert als | Beleg  |
| --------- | ----------------- | --- | ------ |
| 1         | Ronnie O’Sullivan | Sieger des Champion of Champions 2013, des Masters 2014 und der Welsh Open 2014 | [ 8 ]  |
| 2         | Mark Selby        | Weltmeister 2014 und Sieger der Riga Open 2014 | [ 9 ]  |
| 3         | Neil Robertson    | Sieger der UK Championship 2013 und des Wuxi Classic 2014 | [ 10 ] |
| 4         | Ding Junhui       | Sieger des German Masters 2014, der China Open 2014 und der Yixing Open 2014 | [ 11 ] |
|           | Judd Trump        | Sieger der Championship League 2014 und der Australian Goldfields Open 2014 | [ 12 ] |
|           | Shaun Murphy      | Sieger der Gdynia Open 2014, der World Open 2014 und der Bulgarian Open 2014 | [ 13 ] |
|           | Barry Hawkins     | Sieger der Players Tour Championship 2013/14 | [ 14 ] |
|           | Stuart Bingham    | Sieger der Dongguan Open 2014, des Shanghai Masters 2014 und der Haining Open 2014 | [ 15 ] |
|           | Mark Allen        | Sieger des Paul Hunter Classic 2014 | [ 16 ] |
|           | Stephen Maguire   | Sieger der 6-Red World Championship 2014 | [ 17 ] |
|           | Dominic Dale      | Sieger des Snooker Shoot-Out 2014 | [ 18 ] |
|           | Steve Davis, OBE  | Sieger der World Seniors Championship 2013 | [ 19 ] |
|           | Marco Fu          | Höchster Weltranglistenplatz nach den Bulgarian Open 2014 (Platz 9) | [ 20 ] |
|           | Ricky Walden      | Sieger der International Championship 2014 | [ 21 ] |
|           | John Higgins      | Höchster Weltranglistenplatz nach den Bulgarian Open 2014 (Platz 12) | [ 22 ] |
|           | Allister Carter   | Höchster Weltranglistenplatz nach der Snookerweltmeisterschaft 2014* Aufgrund einer Lungenkrebserkrankung beendete Carter im Mai 2014 vorübergehend seine Teilnahme an der Main Tour. Sein Setzplatz für die übrigen Turniere der laufenden Saison wird bestimmt durch die Ranglistenposition zum Zeitpunkt seines Rücktritts (in diesem Fall Platz 13). | [ 4 ]  |

## Turnierverlauf

### Gruppenphase
Am ersten Turniertag setzte sich der Chinese Ding Junhui erfolgreich in Gruppe 4 durch und zog als erster Spieler ins Halbfinale ein. Nach bescheidenen Leistungen in den vergangenen Wettbewerben begann er diesmal stark gegen den Waliser Dominic Dale und gewann mit 4:2. Im zweiten Spiel überzeugte Barry Hawkins mit Breaks von 75 und 73 gegen John Higgins und siegte deutlich mit 4:1. Am Abend kam Ding zunächst deutlich besser ins Spiel und ging mit 4:1 in Führung. Hawkins, der bis dahin kaum in die Partie gefunden hatte, gelang zwischenzeitlich der Ausgleich zum 4:4. Im zehnten Frame spielte der Engländer mit 112 Punkten das höchste Break des Tages, unterlag am Ende jedoch mit 5:6.
Im ersten Spiel der Gruppe 2 trafen Australian-Goldfields-Open-Sieger Judd Trump und der Gewinner der 6-Red World Championship Stephen Maguire aufeinander. Trump gestaltete das Spiel offensiv und schaffte in allen fünf Frames Breaks von über 50 Punkten, unter anderem ein Century von 106. Maguire hatte kaum Gelegenheiten in die Partie zu finden und unterlag schließlich mit 1:4. In der zweiten Begegnung gewann Weltmeister und Weltranglistenerster Mark Selby gegen Steve Davis ebenfalls mit 4:1. Im Abendspiel knüpfte Judd Trump an seine Leistungen im ersten Spiel an und setzte sich gegen Mark Selby mit 6:1 durch. Selby gelang zwar der Anschluss zum zwischenzeitlichen 1:2, die folgenden Frames sicherte sich allerdings Trump mit Breaks von 68, 70 und dem bis dahin höchsten Break des Turniers von 119 Punkten.
Vorjahressieger Ronnie O’Sullivan setzte sich am dritten Spieltag erfolgreich in Gruppe 1 durch und stand im Halbfinale Ding Junhui gegenüber. Im ersten Spiel bezwang er Shanghai-Masters-Sieger Stuart Bingham mit 4:2. Die Partie war geprägt von hohen Breaks auf beiden Seiten mit insgesamt drei Centurys. Im zweiten Gruppenspiel trafen Shaun Murphy und der Hongkonger Marco Fu aufeinander, die beide ihrer Bestform hinterher liefen und eine Reihe von Lochfehlern begingen. Fu gewann die Partie schließlich mit 4:1, im Abendspiel musste er sich allerdings einem starken Ronnie O’Sullivan mit 0:6 geschlagen geben.
In Gruppe 3 feierte Allister Carter sein Comeback gegen die Nummer zwei der Weltrangliste, Neil Robertson. Robertson gewann die Partie deutlich mit 4:0 und spielte dabei zwei Centurys von 111 und 106 Punkten. Damit steht der Australier seit den Australian Goldfields Open Anfang Juli zum ersten Mal im Viertelfinale eines Profiturniers. Im zweiten Spiel des Tages kam es zur Neuauflage des Finals der International Championship zwischen Ricky Walden und Mark Allen. Walden, der bereits in Chengdu als Sieger vom Platz ging, schlug seinen nordirischen Kontrahenten mit ebenfalls mit 4:0. Am Abend gewann Robertson gegen Ricky Walden mit 6:3 in einer Partie, die sowohl enge Safety-Duelle als auch gutes Offensivspiel mit hohen Breaks bot, unter anderem eine 134 von Robertson – das zu dem Zeitpunkt höchste Century Break des Turniers.

### Halbfinale
Im ersten Halbfinale standen sich Titelverteidiger Ronnie O’Sullivan und die Nummer drei der Weltrangliste, Ding Junhui, gegenüber. O’Sullivan begann stark und ging mit einer 3:1-Führung in die Pause. Nachdem Ding in den ersten Frames mehrere Chancen verschenkt hatte, kam er mit Breaks von 88 und 111 zurück in die Partie und glich zum zwischenzeitlichen 3:3 aus. In den nachfolgenden Frames demonstrierte O’Sullivan seine Offensivstärke durch zwei Centurys sowie ein weiteres Break von 91 Punkten und gewann schließlich mit 6:4. Damit zog der Engländer zum zweiten Mal in Folge ins Finale des Champion of Champions ein.
Im zweiten Match des Tages trafen Neil Robertson und Judd Trump aufeinander. Nachdem Trump den Australier bereits in dessen Heimatturnier mit 9:5 bezwungen hatte, triumphierte er nun erneut mit 6:4. Robertson ging zunächst mit einem soliden 65er Break in Führung und auch in den folgenden Frames gelangen ihm kleinere Punkteserien, scheiterte jedoch mehrmals an seinen Split-Versuchen oder lochte den Spielball. Trump nutzte seine Chancen und ging mit einer 3:1-Führung in die Pause. Im weiteren Spielverlauf blieb das Bild weitestgehend unverändert. Beide Spieler zeigten gute 50er Breaks, wobei Trump seine Chancen effektiver nutzte und seine Führung auf 5:3 ausbaute. Robertson verkürzte mit einer 117, dem höchsten Break er Partie, auf 4:5, verlor dann aber im letzten Frame nach einem packenden Safeduell im Endspiel auf Schwarz.

### Finale
Im Finale trafen Vorjahressieger Ronnie O’Sullivan und Judd Trump aufeinander. In der ersten Session ging O’Sullivan mit herausragendem Offensivspiel 6:3 in Führung, nachdem Trump zwischenzeitlich zum 2:2 ausgeglichen hatte. Der Titelverteidiger gewann alle sechs Frames zu Null mit Breaks von 50 Punkten oder mehr, darunter drei Centurys von 137, 139 und 134 Punkten. Damit stellte O’Sullivan die bisherige 134er-Bestmarke von Neil Robertson gleich dreimal ein. Trump, der im Halbfinale mit seinem starken Breakbuilding überzeugt hatte, hatte bislang kaum Gelegenheit am Spiel teilzunehmen, nutzte aber seine drei Chancen, um den Anschluss zu sichern.
Am Abend setzte O’Sullivan seine Siegesserie fort und baute seine Führung auf 8:3 aus. Trump, der bereits am Rande einer Niederlage stand, schaffte ein bemerkenswertes Comeback mit vier Siegen in Folge. Dabei spielte er zwei Centurys von 102 und 100 Punkten sowie zwei weitere Breaks von 69 und 90. Damit verkürzte er den Rückstand auf den Titelverteidiger auf 7:8. Im folgenden Frame ging O’Sullivan mit 71 Punkten in Front, Trump holte jedoch mit 46 Punkten auf war erneut in Schlagdistanz. Ein Foul sicherte O’Sullivan den wichtigen Framegewinn zum 9:7. Mit seinem insgesamt achten Century Break im Turnier (109) schaffte er zum zweiten Mal den Sieg beim Champion-of-Champions-Turnier und bleibt nach acht Spielen in Folge ungeschlagen.

## Turnierplan
|  | Achtelfinale Best of 7 Frames | Achtelfinale Best of 7 Frames | Achtelfinale Best of 7 Frames |                   |               | Viertelfinale Best of 11 Frames | Viertelfinale Best of 11 Frames | Viertelfinale Best of 11 Frames |  |  | Halbfinale Best of 11 Frames | Halbfinale Best of 11 Frames | Halbfinale Best of 11 Frames |  |  | Finale Best of 19 Frames | Finale Best of 19 Frames | Finale Best of 19 Frames |
|  |                               |                               |                               |                   |               |                                 |                                 |                                 |  |  |                              |                              |                              |  |  |                          |                          |                          |
|  | 1                             | Ronnie O’Sullivan             | 4                             |                   |               |                                 |                                 |                                 |  |  |                              |                              |                              |  |  |                          |                          |                          |
|  |                               | Stuart Bingham                | 2                             |                   |               |                                 |                                 |                                 |  |  |                              |                              |                              |  |  |                          |                          |                          |
|  | 1                             | Stuart Bingham                | 2                             | Ronnie O’Sullivan | 6             |                                 |                                 |                                 |  |  |                              |                              |                              |  |  |                          |                          |                          |
|  | 1                             |                               |                               |                   | 6             |                                 |                                 |                                 |  |  |                              |                              |                              |  |  |                          |                          |                          |
|  |                               |                               |                               | Marco Fu          | 0             |                                 |                                 |                                 |  |  |                              |                              |                              |  |  |                          |                          |                          |
|  |                               | Shaun Murphy                  | 1                             | Marco Fu          | 0             |                                 |                                 |                                 |  |  |                              |                              |                              |  |  |                          |                          |                          |
|  |                               |                               |                               |                   |               |                                 |                                 |                                 |  |  |                              |                              |                              |  |  |                          |                          |                          |
|  |                               | Marco Fu                      | 4                             |                   |               |                                 |                                 |                                 |  |  |                              |                              |                              |  |  |                          |                          |                          |
|  | 1                             | Marco Fu                      | 4                             | Ronnie O’Sullivan | 6             |                                 |                                 |                                 |  |  |                              |                              |                              |  |  |                          |                          |                          |
|  | 1                             |                               |                               |                   | 6             |                                 |                                 |                                 |  |  |                              |                              |                              |  |  |                          |                          |                          |
|  |                               | 4                             | Ding Junhui                   | 4                 |               |                                 |                                 |                                 |  |  |                              |                              |                              |  |  |                          |                          |                          |
|  |                               | 4                             | Ding Junhui                   | 4                 | Barry Hawkins | 4                               |                                 |                                 |  |  |                              |                              |                              |  |  |                          |                          |                          |
|  |                               |                               |                               |                   | Barry Hawkins | 4                               |                                 |                                 |  |  |                              |                              |                              |  |  |                          |                          |                          |
|  |                               | John Higgins                  | 1                             |                   |               |                                 |                                 |                                 |  |  |                              |                              |                              |  |  |                          |                          |                          |
|  |                               | John Higgins                  | 1                             | Barry Hawkins     | 5             |                                 |                                 |                                 |  |  |                              |                              |                              |  |  |                          |                          |                          |
|  |                               |                               |                               | Barry Hawkins     | 5             |                                 |                                 |                                 |  |  |                              |                              |                              |  |  |                          |                          |                          |
|  |                               |                               | 4                             | Ding Junhui       | 6             |                                 |                                 |                                 |  |  |                              |                              |                              |  |  |                          |                          |                          |
|  | 4                             | Ding Junhui                   | 4                             | Ding Junhui       | 6             | 4                               |                                 |                                 |  |  |                              |                              |                              |  |  |                          |                          |                          |
|  | 4                             | Ding Junhui                   |                               |                   |               |                                 |                                 |                                 |  |  |                              |                              |                              |  |  |                          |                          |                          |
|  |                               | Dominic Dale                  | 2                             |                   |               |                                 |                                 |                                 |  |  |                              |                              |                              |  |  |                          |                          |                          |
|  | 1                             | Dominic Dale                  | 2                             | Ronnie O’Sullivan | 10            |                                 |                                 |                                 |  |  |                              |                              |                              |  |  |                          |                          |                          |
|  | 1                             |                               |                               |                   |               |                                 |                                 |                                 |  |  |                              |                              |                              |  |  |                          |                          |                          |
|  |                               |                               | Judd Trump                    | 7                 |               |                                 |                                 |                                 |  |  |                              |                              |                              |  |  |                          |                          |                          |
|  | 3                             | Neil Robertson                | Judd Trump                    | 7                 | 4             |                                 |                                 |                                 |  |  |                              |                              |                              |  |  |                          |                          |                          |
|  | 3                             | Neil Robertson                |                               |                   |               |                                 |                                 |                                 |  |  |                              |                              |                              |  |  |                          |                          |                          |
|  |                               | Allister Carter               | 0                             |                   |               |                                 |                                 |                                 |  |  |                              |                              |                              |  |  |                          |                          |                          |
|  | 3                             | Allister Carter               | 0                             | Neil Robertson    | 6             |                                 |                                 |                                 |  |  |                              |                              |                              |  |  |                          |                          |                          |
|  | 3                             |                               |                               |                   | 6             |                                 |                                 |                                 |  |  |                              |                              |                              |  |  |                          |                          |                          |
|  |                               |                               |                               | Ricky Walden      | 3             |                                 |                                 |                                 |  |  |                              |                              |                              |  |  |                          |                          |                          |
|  |                               | Ricky Walden                  | 4                             | Ricky Walden      | 3             |                                 |                                 |                                 |  |  |                              |                              |                              |  |  |                          |                          |                          |
|  |                               |                               |                               |                   |               |                                 |                                 |                                 |  |  |                              |                              |                              |  |  |                          |                          |                          |
|  |                               | Mark Allen                    | 0                             |                   |               |                                 |                                 |                                 |  |  |                              |                              |                              |  |  |                          |                          |                          |
|  | 3                             | Mark Allen                    | 0                             | Neil Robertson    | 4             |                                 |                                 |                                 |  |  |                              |                              |                              |  |  |                          |                          |                          |
|  | 3                             |                               |                               |                   | 4             |                                 |                                 |                                 |  |  |                              |                              |                              |  |  |                          |                          |                          |
|  |                               |                               | Judd Trump                    | 6                 |               |                                 |                                 |                                 |  |  |                              |                              |                              |  |  |                          |                          |                          |
|  |                               | Judd Trump                    | Judd Trump                    | 6                 | 4             |                                 |                                 |                                 |  |  |                              |                              |                              |  |  |                          |                          |                          |
|  |                               |                               |                               |                   |               |                                 |                                 |                                 |  |  |                              |                              |                              |  |  |                          |                          |                          |
|  |                               | Stephen Maguire               | 1                             |                   |               |                                 |                                 |                                 |  |  |                              |                              |                              |  |  |                          |                          |                          |
|  |                               | Stephen Maguire               | 1                             | Judd Trump        | 6             |                                 |                                 |                                 |  |  |                              |                              |                              |  |  |                          |                          |                          |
|  |                               |                               |                               | Judd Trump        | 6             |                                 |                                 |                                 |  |  |                              |                              |                              |  |  |                          |                          |                          |
|  |                               |                               | 2                             | Mark Selby        | 1             |                                 |                                 |                                 |  |  |                              |                              |                              |  |  |                          |                          |                          |
|  | 2                             | Mark Selby                    | 2                             | Mark Selby        | 1             | 4                               |                                 |                                 |  |  |                              |                              |                              |  |  |                          |                          |                          |
|  | 2                             | Mark Selby                    |                               |                   |               |                                 |                                 |                                 |  |  |                              |                              |                              |  |  |                          |                          |                          |
|  |                               | Steve Davis                   | 1                             |                   |               |                                 |                                 |                                 |  |  |                              |                              |                              |  |  |                          |                          |                          |

## Finalstatistik
| Finale: Best of 19 Frames Schiedsrichter/in: Brendan Moore Ricoh Arena, Coventry, England, 9. November 2014 |                |            |
| Ronnie O’Sullivan | 10:7           | Judd Trump |
| Nachmittagsspiele: 137:0 (137), 82:0 (78), 25:100, 63:73, 137:0 (50, 87), 80:0 (80), 34:89 (58), 139:0 (139), 134:0 (134) Abendspiele: 70:61 (70, 56), 114:23 (70), 9:113 (102), 0:100 (100), 0:70 (69), 0:90 (90), 82:46 (63), 109:0 (109) |                |            |
| 139 | Höchstes Break | 102        |
| 4 | Century-Breaks | 2          |
| 11 | 50+-Breaks     | 6          |

## Century Breaks
Insgesamt wurden 20 Century Breaks in 15 Partien gespielt, davon alleine acht vom Sieger und Titelverteidiger Ronnie O’Sullivan. Der Engländer spielte mit seinen 139, 137 und 134 gleichzeitig die drei höchsten Breaks des Turniers.
| Ronnie O’Sullivan | 139, 137, 134, 125, 115, 109, 105, 103 |
| Neil Robertson    | 134, 117, 111, 106                     |
| Judd Trump        | 119, 106, 102, 100                     |
| Barry Hawkins     | 112                                    |
| Ding Junhui       | 111, 105                               |
| Stuart Bingham    | 107                                    |